# Весселинг
Весселинг (нем. Wesseling) — город в Германии, в земле Северный Рейн-Вестфалия.
Подчинён административному округу Кёльн. Входит в состав района Рейн-Эрфт. Население составляет 35 116 человек (на 31 декабря 2010 года). Занимает площадь 23,4 км². Официальный код — 05 3 62 040.
Город подразделяется на 4 городских района.
Был присоединён к Кёльну 1 января 1975 г., но 1 июля 1976 г. вновь стал самостоятельным городом.
В городе расположен ряд предприятий химической промышленности, а также крупнейший нефтеперерабатывающий завод Германии.

## Фотографии

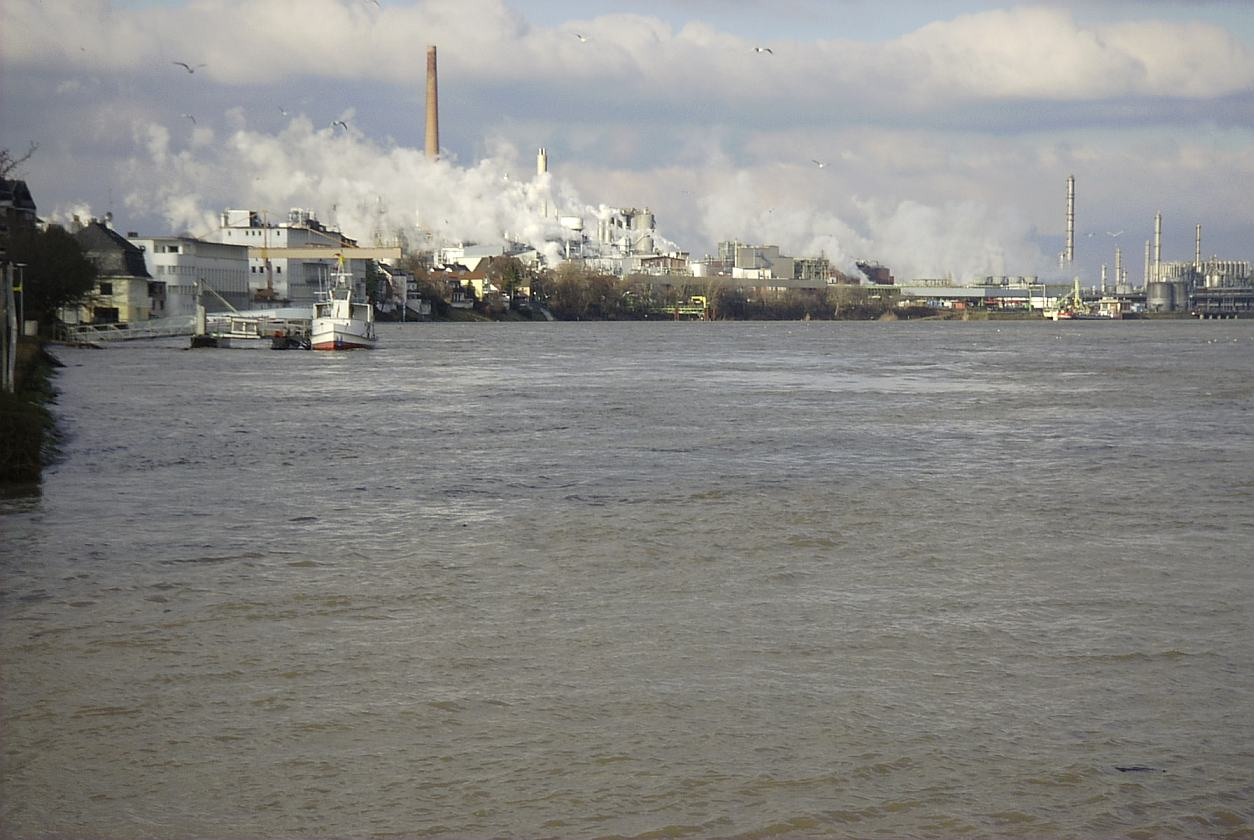
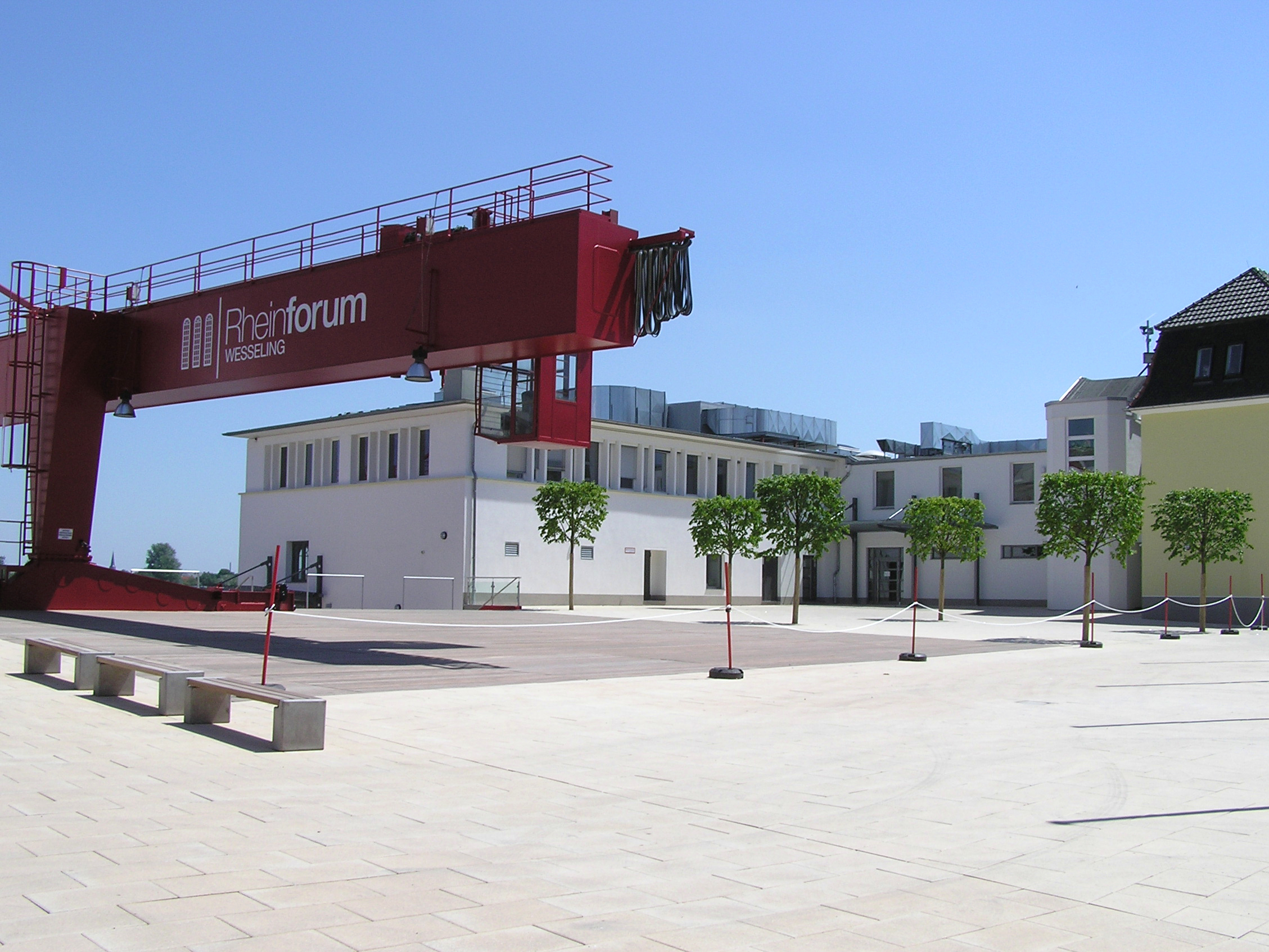
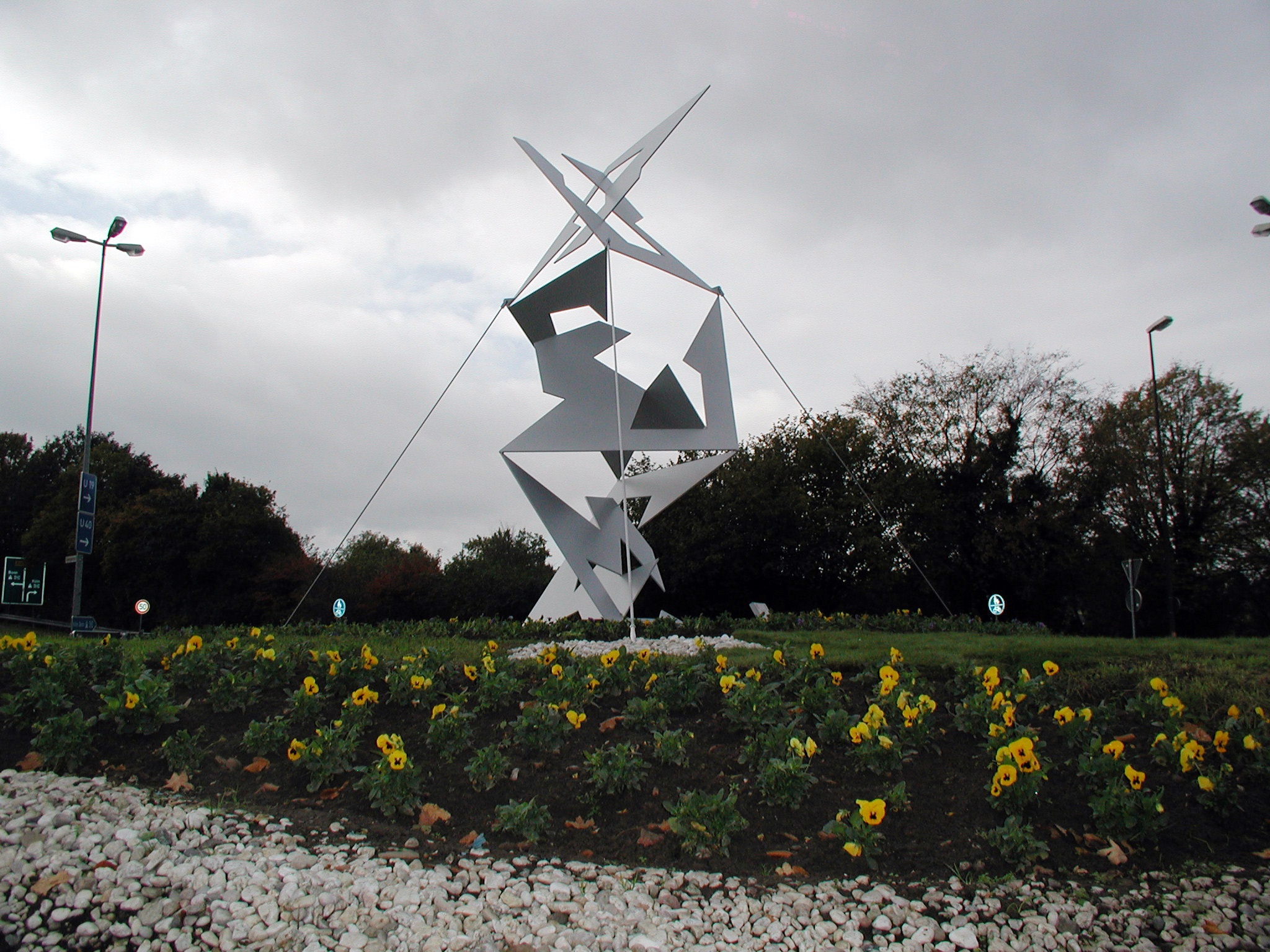